# II. Niképhorosz bizánci császár
II. Niképhorosz Phókasz (ógörögül: Νικηφόρος Β΄ Φωκᾶς, latinul: Nicephorus II Phocas, 912 – Konstantinápoly, 969. december 10.) a Bizánci Birodalom császára (uralkodott 963. augusztus 16-ról haláláig), II. Rómanosz özvegyének második férje volt. Uralkodása alatt komoly hadi sikereket ért el a keleti hadszíntéren, jelentős hódításokkal gyarapítva a birodalom területeit. I. Ottó német-római császárral és I. Szvjatoszláv kijevi fejedelemmel kialakult konfliktusának lezárása viszont utódaira hárult.

## Katonai sikerek
Az új uralkodó a nagy múltú, dúsgazdag kappadókiai arisztokrata Phókasz családból származott. Nagyapja, Niképhorosz még I. Baszileiosz és VI. (Bölcs) León alatt tűnt ki hadi sikereivel. A kiskorú VII. Kónsztantinosz feletti ellenőrzést azonban egy riválisuk, Rómanosz Lekapénosz szerezte meg, akitől Kónsztantinosz csak 945-ben szerezte vissza a hatalmat. Ekkor visszahívta a hatalomba a Phókaszokat. Bardasz Phókasz lett a scholák domesztikosza, tőle pedig 954-ben fia, Niképhorosz kapta meg a rangot. Az aleppói emírséggel kiújuló kiegyenlített csatározás során 956-ban bevette a szíriai Hadaszt.
A 959-ben trónra lépett II. Rómanosz idején Niképhorosz óriási sikereket ért el a keleti hadszíntéren. Mintegy másfél évszázados muszlim megszállást követően 960-ban megrohanta a kalózok központjául szolgáló Kréta szigetét, és 961-ben hosszú ostrom után elfoglalta a központját, Kandiát. Üdvrivalgással fogadták Konstantinápolyban, majd 962-ben Szíria ellen indult. Hadjárata alatt megállíthatatlanul tört előre: bevette a kilikiai Anazarboszt, Germanikeiát, Rabant és Dolikhészt, majd szeptemberben Aleppó városába is bevonult. Ezzel felszámolta a Hamdánidák hatalmát a térségben. Szajf ad-Daula, a korábban súlyos fenyegetést okozó emír elmenekült, és a három évtizedes hadakozás végeztével Bizáncnak módja adódott a további hódítások megindítására.

## A trón megszerzése
II. Rómanosz váratlanul, fiatalon halt meg 963. március 15-én. Bár fiait, a 958-ban világra jött II. Baszileioszt és a 960-as születésű VIII. Kónsztantinoszt még uralkodása alatt társcsászáraivá tette, nem ők foglalták el a trónt. Az özvegy Theophanó lett a régens a két kiskorú mellett, és a férje idején teljhatalmat gyakorló főminiszter Jószéphosz Bringasz ellenében szövetkezett Phókasszal. A hadvezért Kaiszareiában császárrá kiáltották ki seregei, augusztus 14-én bevonult Konstantinápolyba, majd véres harcok árán augusztus 16-án elérte, hogy Theophanóval összeházasodjon és császárrá koronázzák. Baszileiosz és Konstantin megtarthatta császári címét, de gyámjukként Niképhorosz gyakorolt minden hatalmat.

## Uralkodása

### Belpolitika

#### Arisztokratikus államvezetés

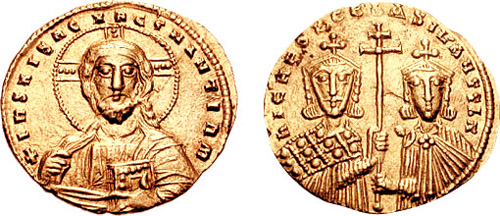
Niképhorosz solidusa. Előlapján Jézus Krisztus, a hátlapon a pátriárkai keresztet fogó Niképhorosz és idősebbik társcsászára, II. Baszileiosz látható

Bringaszt Paphlagoniába száműzték, és Rómanosz Lekapénosz törvénytelen fia, a tehetséges, ravasz eunuch, Baszileiosz vette át rangját mint parakoimomenosz és proedrosz. A keleti hadszíntér élére Jóannész Tzimiszkész domesztikoszt, a nyugati fronton pedig a császár fivérét, León Phókaszt nevezték ki domesztikoszi és kuropalatészi rangban. Niképhorosz emellett kaiszari ranggal tüntette ki apjukat, Bardaszt.
A kormányzatban bekövetkező változások összhangban voltak a császár arisztokratákat pártoló politikájával: 967-es törvénye elítéli elődei „parasztok iránti elfogultságát”. Igaz, a katonacsászár arra is törekedett, hogy a hadsereg alapjául szolgáló sztratiótaréteg fennmaradjon, ezért a minimális négy fontnyi értékű birtokból már nem lehetett elidegeníteni semmilyen részt. Niképhorosz egyébként a katonavagyon háromszorosra növelésével a hadsereget a nehéz fegyverzetet vásárolni képes kisnemesség számára nyitotta meg.

#### Egyházi ügyek
Az amúgy mélyen vallásos, puritán életvitelű, szerzetbe vonulást fontolgató, Szent Atanázért rajongó császár 964-ben megtiltotta a földek templomoknak és monostoroknak adományozását, mivel az ezekből származó jövedelmek rendszerint kisebbek voltak a különféle privilégiumok miatt, másrészt a törvény indoklása szerint a bírvágy és a vagyonhalmozás tönkreteszi a igazi vallási életet. Az új egyházi intézmények alapítását is megtiltották, csak a régebbi alapítások javítását, felújítását tették lehetővé.

### Külpolitika

#### Sikerek keleten
Niképhorosz idején intenzív keleti terjeszkedés indult meg, amelynek a császár buzgó vallásossága és küldetéstudata mellett az arisztokraták földszerzési vágya volt legfőbb hajtóereje. A mindjárt trónra lépése után elkezdődött támadás ezúttal nem Felső-Mezopotámia, hanem a Toros hegyei által védett Kilikia ellen indult meg, melynek két fő erősségét, Mopszuesztiát és Tarszoszt hosszú ostrom után, 965 nyarán tudta elfoglalni. Ugyanekkor Ciprust is megszerezte a bizánci flotta.
A következő fázist a szíriai hódítás megindulása jelentette. 966 októberében Antiokheia mellett jelent meg a bizánci sereg, ám egyelőre hiába: a császár kénytelen volt visszatérni fővárosába. Csak 968-ban rohanta le ismét Szíriát, bevéve számos várost, majd ismét megostromolva Antiokheiát. A kitartó erősséget csak Niképhorosz távozását követően, 969. október 28-án vették be tábornokai, melynek területét a birodalomhoz csatolták. Röviddel ezután a hajdan oly veszedelmes Aleppót pedig sikerült protektorátussá süllyeszteni. Niképhorosz hódításai jelentős területi nyereséggel és komoly presztízsnövekedéssel jártak.

#### Itáliai ügyek
VII. Kónsztantinosz idején háború kezdődött a Fátimida Kalifátus szicíliai vazallusai, a bizánciak itáliai birtokait gyakorta dúló Kalbiták ellen, azonban a küzdelem kudarccal végződött 961-ben. Bizánc adófizetést vállalt, azonban a szigeten két erősség, Taormina és Rametta lázadásba kezdett a muszlimok ellen. Niképhorosz megpróbálta megsegíteni a felkelőket, ezért unokaöccse, Manuél patrikiosz és az eunuch Nikétasz vezetésével flottát küldött nyugatra, ami súlyos vereséget szenvedett 964-ben a Messinai-szorosban. A harcban Manuélt elfogták és kivégezték, a császár által nagyra becsült Nikétaszt viszont nagy összegért kiváltották.
Itáliában azonban nem csak a szaracénok jelentettek problémát Bizánc számára. 962-ben lépett trónra I. Ottó német-római császár, aki II. Berengár itáliai király legyőzésével hegemón helyzetbe került az Appennini-félszigeten, felügyeletet gyakorolva a pápai állam felett is. A római császári cím használatát, a pápaság birodalomtól való elszakítását és a bizánciak rovására történő terjeszkedést (sikertelen támadás Bari ellen, valamint a vazallus Capua és Benevento átpártoltatása) természetesen ellenségesen figyelték Konstantinápolyban, és így is fogadták az Ottó képviseletében érkező követet, Liudprand cremonai püspököt 968-ban. Niképhorosz hallani sem akart Ottó azon tervéről, hogy feleségül küldje fiának, a későbbi II. Ottónak a még mindig gyermekkorú II. Baszileiosz és VIII. Kónsztantinosz egyik lánytestvérét, hozományul átadva a megmaradt dél-itáliai területeket. Niképhorosz kormányzata a követ hosszas várakoztatása után azzal bocsátotta Liudprandot urához, hogy továbbra is csak barbár királynak tekinti Ottót, és elképzelhetetlennek tartja a frigy létrejöttét.

#### A Balkán
A nagy sikerek megindulásának évében, 965-ben bolgár követek érkeztek Konstantinápolyba, hogy követeljék Bizánctól a 927 óta fizetett, de Niképhorosz által megtagadott sarcot. A felháborodott császár megkorbácsoltatta a követeket, de mivel a keleti hadszíntérről nem akart nagy erőket átcsoportosítani, csak néhány határerődöt foglalt el, és másra hárította a feladatot. I. Szvjatoszláv, a Kazár Birodalom megdöntésével nagy hírnévre szert tett ambiciózus kijevi fejedelem örömmel vállalta magára Bulgária megregulázásának végrehajtását, amiért Niképhorosz nagy összegeket ígért neki.
Szvjatoszláv 968-ban átkelt a Dunán és legyőzte a bolgárokat, majd egy besenyő támadás miatti hazatérést követően 969-ben ismételten Bulgáriába vonult, ahol letetette II. Borisz bolgár cárt, és magát ismertette el az ország urának. Niképhorosz felismerte az új, hatalmas és erős szomszédban rejlő veszélyt, ezért hátralevő néhány hónapjában a legyőzött bolgárokkal próbált szövetkezni Szvjatoszláv ellen.

## Bukás
Niképhorosz szent küldetésének, a muszlimok elleni harcnak rendelt alá mindent, ezért aztán a pénzrontás eszközéhez folyamodott, továbbá jelentős mértékben növelte az adóterheket. Ebből fakadóan hatalmas diadalai ellenére sosem volt túlságosan népszerű, ami lehetővé tette, hogy komolyabb következmények nélkül lehessen végezni vele. Megölését Theophanó, saját felesége szervezte meg, aki a durva külsejű és modorú Niképhorosszal ellentétben ifjú, vonzó, finom modorú – és a harcmezőn legalább olyan sikeres – Ióannész Tzimiszkész szeretője lett. Tzimiszkész, aki maga is kitűnő hadvezérnek bizonyult, röviddel Antiokheia meghódítása után, 969. december 10-én éjszaka barátaival meggyilkolta az uralkodót hálószobájában, és I. Ióannészként elfoglalta a trónt.